# 大韓民国旅券
大韓民国旅券（だいかんみんこくりょけん、韓: 대한민국 여권、英: Republic of Korea passport）は、大韓民国のパスポート。韓国の外交部が発行し、韓国造幣公社（KOMSCO）が印刷している。
韓国のパスポートは、国籍や生年月日など、所有者の身分証明書として機能する。かつては所有者の住民登録番号も記載されていたが、2021年の新版以降は削除された。
1990年代に海外旅行が自由化されるまでは、旅券の発給には韓国反共連盟（現在の韓国自由総連盟）が実施する素養教育（事実上の反共教育）の受講が義務になっていた。

## 種類
- 旅券:（여권、Passport）一般市民に発行される。通常パスポートは、年齢と金額によって有効期限を選択できる（詳細は以下）。

- 1994年
- 2005年
- 2008年
- 2021年

- 官用旅券:（관용 여권、Diplomatic Passport）国会議員と公務員に発行される。

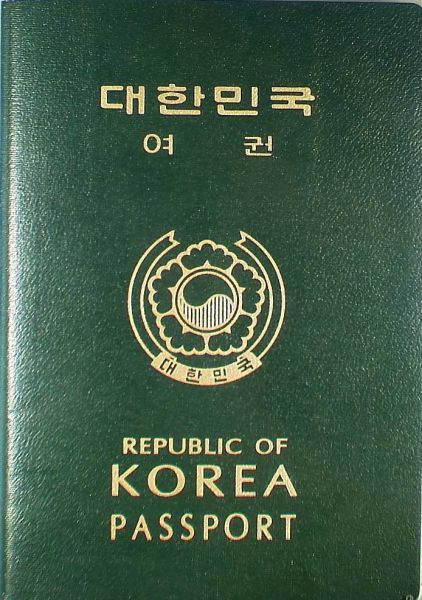
1994年
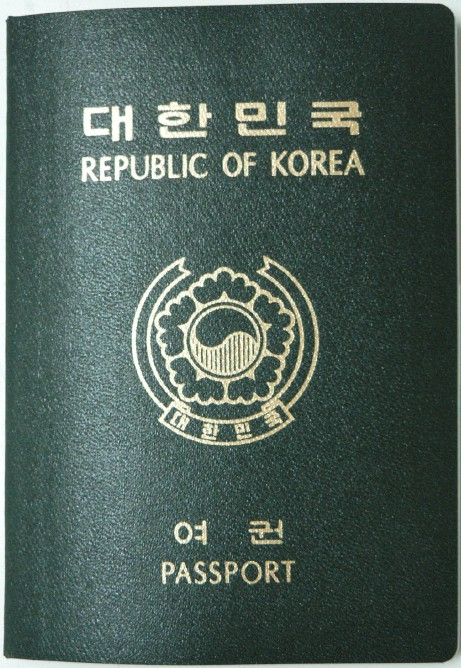
2005年
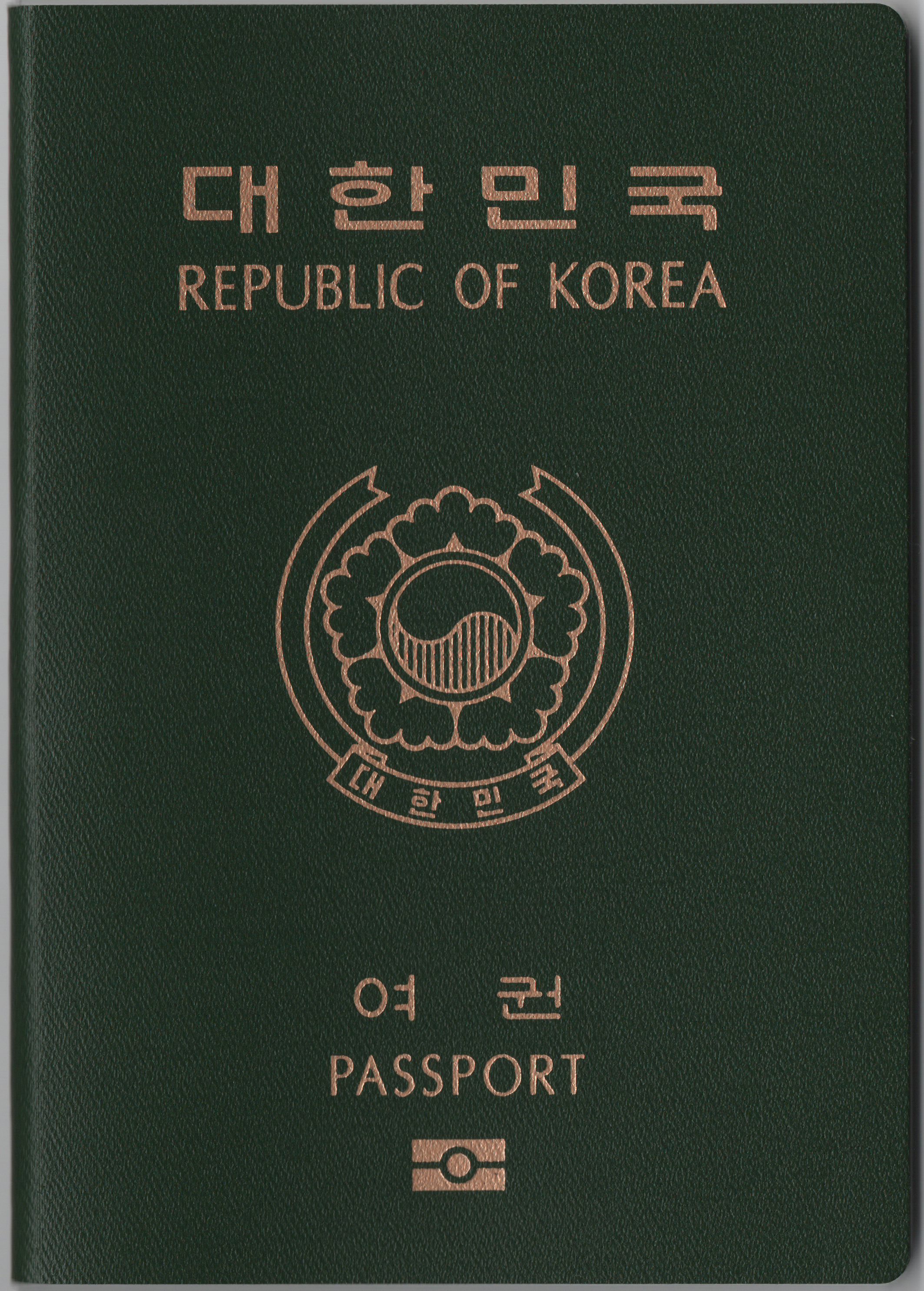
2008年
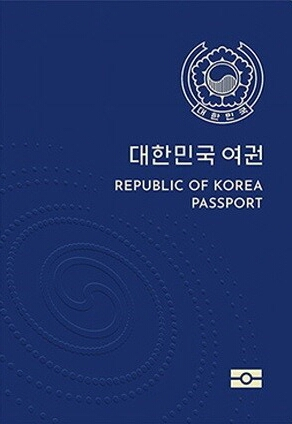
2021年

- 外交官旅券:（외교관 여권、Official Passport）外交官および外交で奉仕する国民に発行される特別なパスポート。このパスポートは、他国で特別な扱いが保証される。

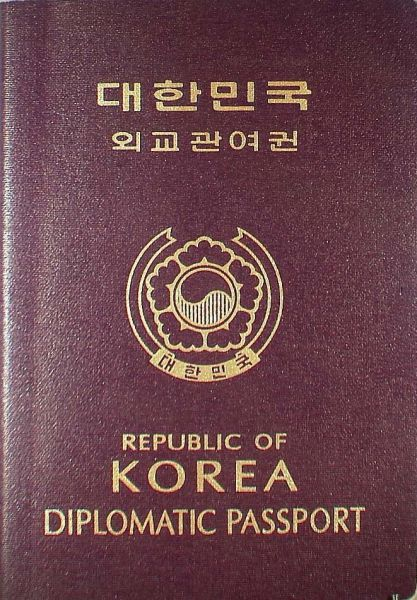
1994年
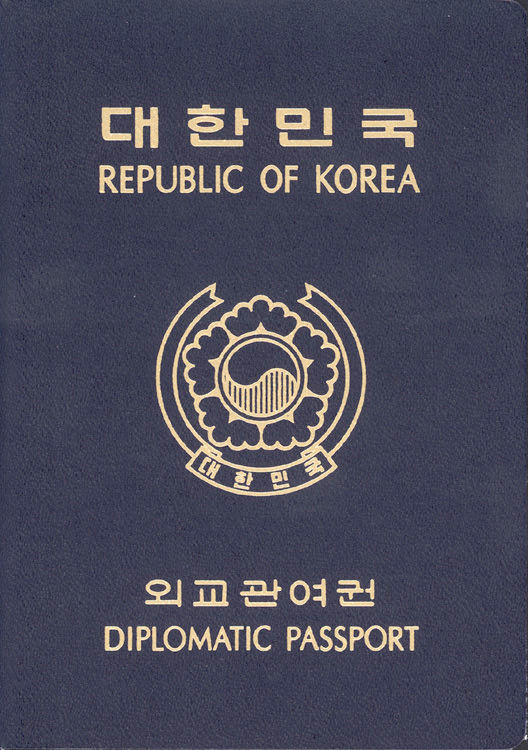
2005年
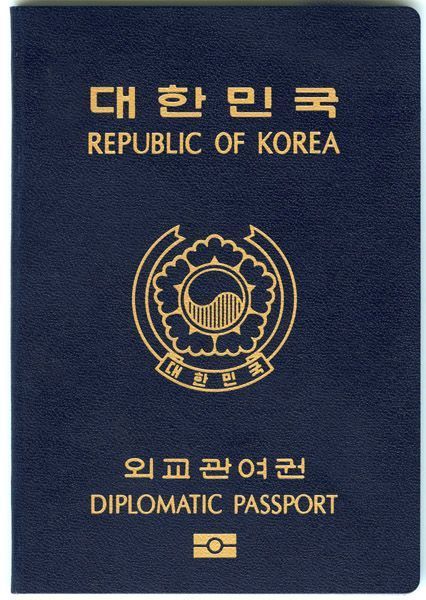
2008年
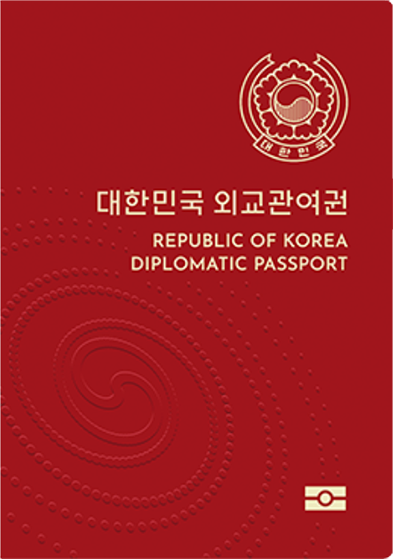
2021年

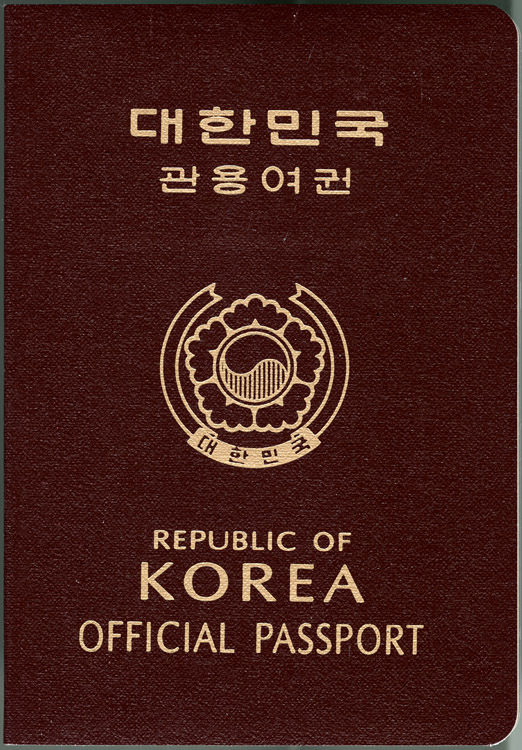
1994年
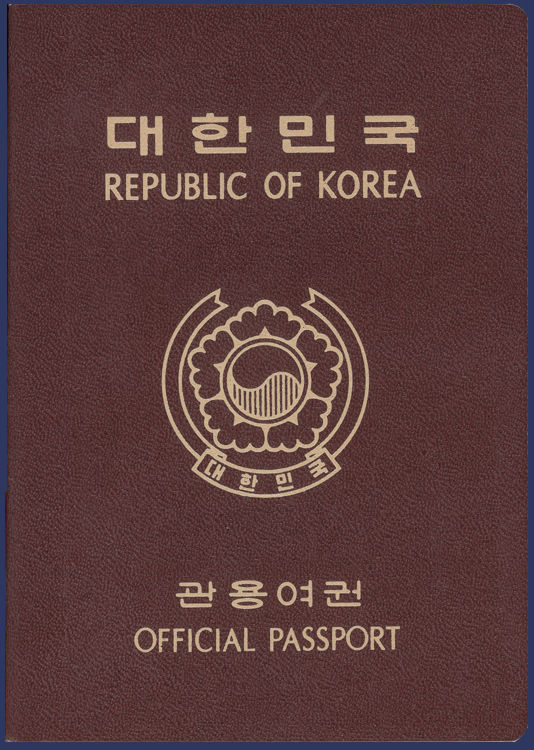
2005年
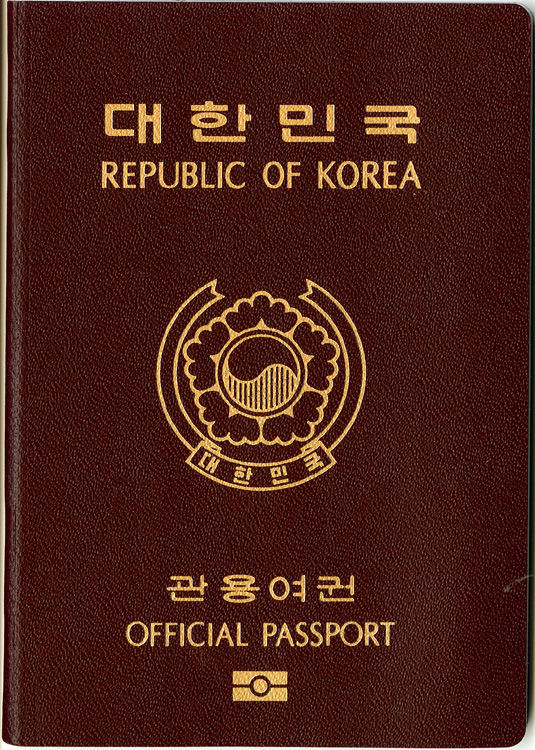
2008年
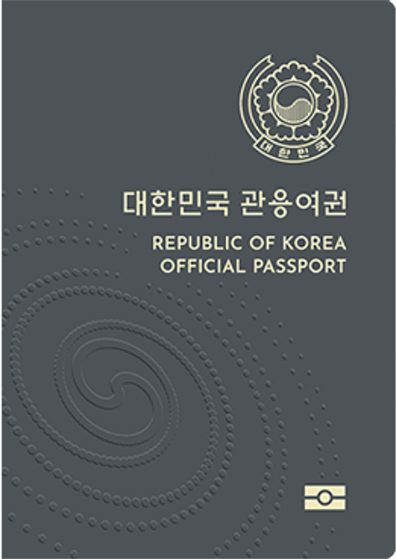
2021年

## 有効期限と発行手数料
通常のパスポートは以下の通り。
| タイプ     | シングル/マルチ | 有効期限        | ページ数 | 発行手数料                                     |
| ---------- | --------------- | --------------- | -------- | ---------------------------------------------- |
| 生体認証   | マルチ          | 10年 (18歳以上) | 48       | KRW 53,000ウォン                               |
| 生体認証   | マルチ          | 10年 (18歳以上) | 24       | KRW 50,000ウォン                               |
| 生体認証   | マルチ          | 5年 (18歳未満)  | 48       | KRW 45,000ウォン (8歳未満は、KRW 33,000ウォン) |
| 生体認証   | マルチ          | 5年 (18歳未満)  | 24       | KRW 42,000ウォン (8歳未満は、KRW 30,000ウォン) |
| 生体認証   | マルチ          | 5年             | 24       | KRW 15,000ウォン                               |
| 生体認証   | シングル        | 1年             | 24       | KRW 20,000ウォン                               |
| 非生体認証 | シングル        | 1年             | 14       | KRW 15,000ウォン                               |

- 以前のパスポートと同じ有効期限の新しいパスポートを発行する場合は、KRW 25,000ウォン。
- 手持ちのパスポートの個人情報の更新には、KRW 5,000ウォン。

## 2021年からの新パスポート
2021年後半以降、外務省は新しいバイオメトリック・パスポートを発行する。パスポートは、セキュリティを向上させて全面的にデザインを変更する。身分証明書のページは、偽造しにくくするためにポリカーボネートで作られる。通常のパスポートの表紙の色は緑から青に変更される。安全性を高めるため、パスポートから所持者の個人ID番号（韓国の住民登録番号）を削除する。新しいパスポートは、当初、外交・公用パスポート所持者は2020年6月から、普通パスポート所持者は2020年12月から発行される予定だった。しかし、COVID-19パンデミックの影響で渡航者数が減少したため、新パスポートの導入は2021年後半または現在のパスポート冊子の在庫がなくなるまで延期されることになった。外交官・公務員用パスポートは予定通り発行される。

## 外観
韓国のパスポートカバーは濃い緑色で、表紙の中央には大韓民国の国章が金色で刻まれている。
朝鮮民主主義人民共和国旅券との違いとして、朝鮮語の南北差（頭音法則の適用の有無）を反映し、北朝鮮のパスポートには려권という単語が用いられているが、韓国のパスポートには여권という単語が用いられている。

### 身元情報ページ
以下の情報が記入されている。

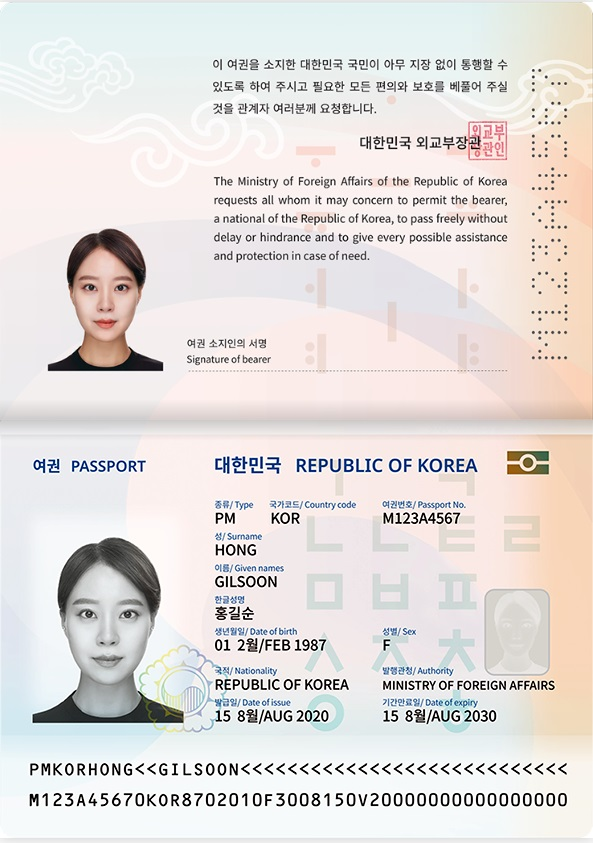
2021年から使用されている新韓国生体認証パスポートの身元情報ページの見本

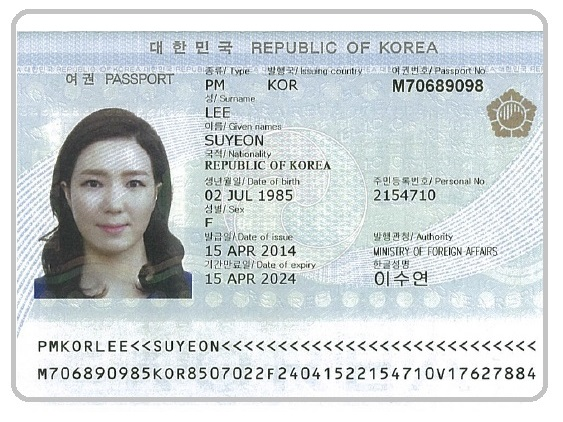
旧韓国生体認証パスポートの身元情報ページの見本

- パスポート所持者の顔写真 (幅：35mm、高さ：45mm、頭の高さ（髪の毛の上まで)：34.5mm、写真の上から髪の毛の上までの距離: 3mm)
- タイプ（PM(数次旅券)、PS(一次旅券)、PO(官用旅券)、PD(外交旅券))
- 国コード（KOR）
- パスポート番号（計9桁）
- 姓
- 名前
- 国籍（大韓民国）
- 生年月日
- 発行日
- 有効期限
- 性別
- 発行機関（外交部）
- ハングル名

#### パスポート名の音節の分離
2007年以前は、パスポート名の音節は常にスペースで区切ることが規則だ。 （例：Gil-dong Hong→HONG、GIL DONG）しかし、これにより多くの韓国人が海外に出て不便を被ったため、2007年に名前にスペースを含めないように原則が変更された。 （Hong Gil-dong→HONG、GILDONG）この表記はローマ字と一致している。

### パスポートの保護要請文
大韓民国旅券の保護要請文は、次のように書かれている。
韓国語:
이 여권을 소지한 대한민국 국민이 아무 지장 없이 통행할 수 있도록 하여 주시고 필요한 모든 편의와 보호를 베풀어 주실 것을 관계자 여러분께 요청합니다.
英語:
The Ministry of Foreign Affairs of the Republic of Korea requests all whom it may concern to permit the bearer, a national of the Republic of Korea, to pass freely without delay or hindrance and to provide every possible assistance and protection in case of need.
日本語 ※独自翻訳:
この旅券を所持している大韓民国国民が何の支障なく通行できるようにしていただき、必要な全ての便宜と保護を施してくださることを関係者の皆様に要請します。

## ビザ免除国

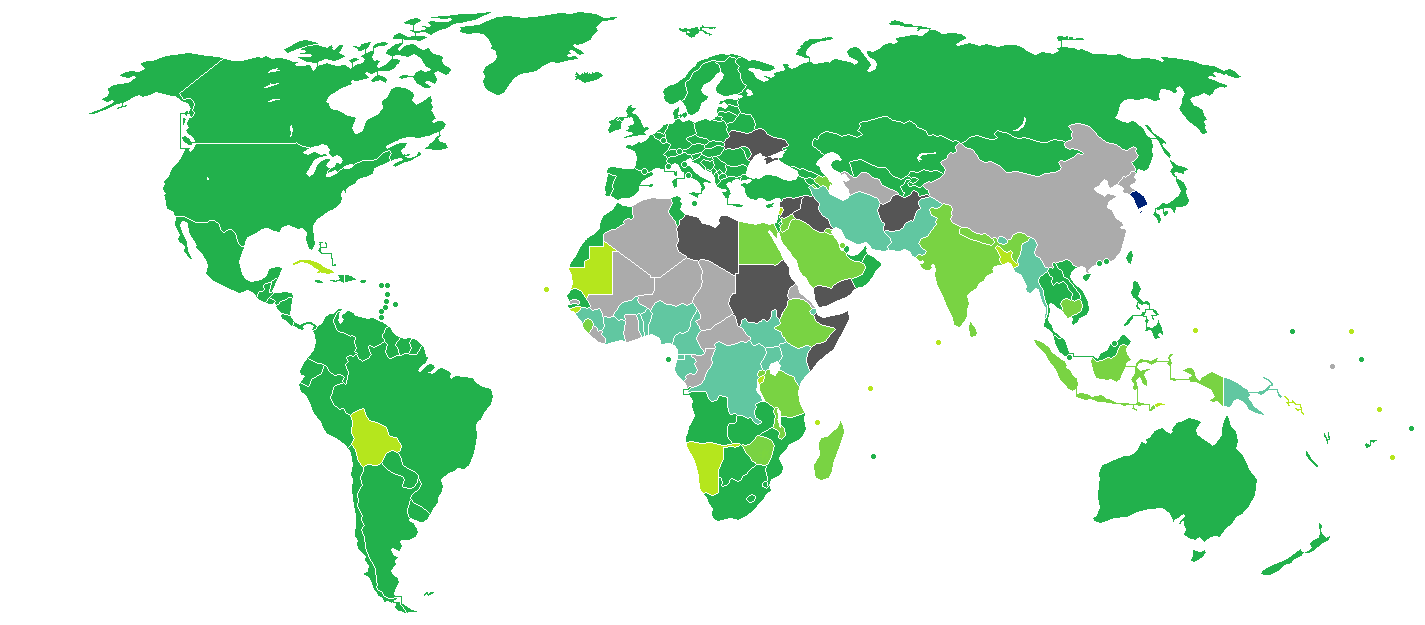
韓国国民のビザ要件
大韓民国
ビザなしで渡航可能
到着時にビザ発行可能
eVisa対応
到着時、またはオンライン申請可能
ビザが必要
大韓民国政府によって渡航禁止されている地域

2019年1月15日の時点で、韓国国民は189の国と地域へ、ビザなし若しくはビザを取得して渡航可能である。大韓民国旅券は、旅行の自由度が日本（191の国と地域）に次いで、世界第2位にランク付けされている。

## 北朝鮮への旅行
朝鮮半島全土を自国領としている韓国政府は、北朝鮮への渡航を正規の海外渡航と見なしていない。そのため、韓国人が北朝鮮に渡航する為には、大韓民国旅券の代わりに、統一部発行の「訪問証明書」や「観光証」（開城、金剛山観光用）を用いる。

## 制限されている国
韓国政府は安全上の理由から、アフガニスタン、イラク、リビア、ソマリア、シリア、イエメンを旅行先として禁止している。